# Tuolumne Grove
Tuolumne Grove es un bosque de secuoyas gigantes. Está ubicado cerca de Crane Flat en el Parque nacional de Yosemite, en el borde sureste de la cuenca del río Tuolumne. Es una de las 3 arboledas de sequoia que hay en el parque y es la segunda más visitada. Está a unas 16 millas (26 km) al oeste de Yosemite Village en Tioga Pass Road. Se llamó así oficialmente el 1 de enero de 1932. Tiene 2,6 millas (4,2 km) de largo.
La arboleda contiene muchas coníferas, incluidas algunas Sequoiadendron giganteum, los cuales están dentro de un alto y denso pinar de abetos Douglas y pinos de azúcar. La arboleda alberga casi 24 secuoyas gigantes visibles. El secuaya más notable  de esa arboleda es el "Arbol Túnel Muerto Gigante", una secuoya gigante afectado por el fuego con un túnel cortado a través de él, cosa que se hizo en 1878 para atraer a turistas y en el que incluso hasta hace poco pudieron pasar coches.